# Pyrausta ochroalis
Pyrausta ochroalis là một loài bướm đêm trong họ Crambidae.